# 永寧縣 (涪陵郡)
永寧縣，漢靈帝分涪陵縣置永寧縣，蜀漢劉備改名萬寧縣，或為益州牧劉璋置，在今貴州省思南一帶。